# Varecia
Varecia és un gènere de primats estrepsirrins que conté els lèmurs vivents més grans, dins la família dels lemúrids. Com tots els lèmurs vivents, són endèmics de Madagascar. Antigament se'l considerava un gènere monotípic, però actualment se'n reconeixen dues espècies: el lèmur de collar (amb tres subespècies) i el lèmur de collar vermell.
Els lèmurs del gènere Varecia són quadrúpedes diürns i arborícoles. Sovint se'ls veu saltant per les parts altes del dosser de les selves tropicals estacionals de l'est de Madagascar. També són els lèmurs més frugívors i són molt sensibles a la pertorbació del seu hàbitat. Viuen en grups compostes per diversos mascles i diverses femelles. Tenen una estructura social complexa i flexible, descrita com a societat de fissió-fusió.